# The Many Souls Of Turley Richards
Turley Richards é o álbum de estreia do cantor estadunidense Turley Richards, lançado em 1965.

## Faixas

### Lado A
1. Feeling Good - 3:28
2. St. James Infirmary - 3:33
3. Meant to Be Lonely- 3:24
4. Look Down That Lonesome Road- 2:36
5. That's What You Do - 2:23

### Lado B
1. Shout - 4:57
2. I Need to Fall In Love - 2:32
3. Your Promise to Be Mine - 3:11
4. Any Day Now - 2:59
5. Too Much Monkey Business - 3:15